# Rancho (Aruba)
Rancho is een van de oude stadsdelen van Oranjestad, hoofdstad van Aruba, gelegen nabij de Paardenbaai. Karakteristiek voor dit stadsdeel zijn haar monumenten en immaterieel cultureel erfgoed.

## Historie
Rancho was oorspronkelijk een vissersnederzetting, begrensd door de Paardenbaai, Taratata, Socotoro en Oranjestad. Over de exacte ligging van de zuidgrens richting Oranjestad bestaat vooralsnog verschil van mening. In 1855 werd dit gebied voor het eerst vermeld in de archieven en in 1912 op de landkaarten van de Nederlandse cartograaf, J.V.D. Werbata. 
Het dorp bestond uit een aantal eenvoudige hutten, opgetrokken in een stijl overeenkomstig die van de inheemse Indiaanse bewoners. Deze woningen dienden als onderkomen voor vissers en zeevarende handelaren, die hun waren, zowel legale- als smokkelwaar, hier aan land brachten. 
Aan de Ranchostraat bevindt zich een uit omstreeks 1892 daterend gemetselde kalkoven, welke als een van de belangrijkste historisch-industriële monumenten van Aruba geldt. Aan de Arendstraat bevindt zich eveneens een uniek waterreservoir, rond 1905 aangelegd door Cornelis Hendrik Eman en waar men water voor huishoudelijk gebruik kon kopen.
Toen aan het eind van de jaren '20 van de twintigste eeuw de N.V. Arend Petroleum Maatschappij zich in het nabijgelegen Eagle-gebied vestigde, veranderde Rancho in rap tempo. Er kwamen houten en stenen huizen, waaronder ook cunucuhuizen met zadeldak aan de Koningstraat en Boliviastraat, en enkele monumentale panden, die op de landhuizen van Curaçao leken, maar beduidend kleiner. Hiervan zijn het meest bekend de panden van Ecury en Henriquez aan de Schelpstraat, waarin het Nationaal Archeologisch Museum van Aruba en het Monumenten Bureau Aruba (MBA) zijn gehuisvest. 
Na de verstedelijking van Rancho werd de wijk tegen het einde van de twintigste eeuw bij Oranjestad gevoegd. Sedert omstreeks die tijd is een deel van de wijk verpauperd en kampt men met drugsverslaafden en criminaliteit.
In 2010 werd Stichting Rancho opgericht met als doel het dorpsgezicht van Rancho te beschermen en haar historie en cultuur uit te dragen. Aan de Koningstraat beheert de stichting een activiteitencentrum Centro di Actividad Rancho, waarin ook een kleine expositie- en documentatiefaciliteit is ingericht en sociale en culturele activiteiten wordt georganiseerd. 

## Bezienswaardigheden
- Koningstraat 29
- Nationaal Archeologisch Museum van Aruba

## Bekende personen
- Boy Ecury (1922-1944), verzetsstrijder
- Digna Laclé-Herrera (1925-2021), schrijfster en politica
- Benny Sevinger, politicus

## Afbeeldingen

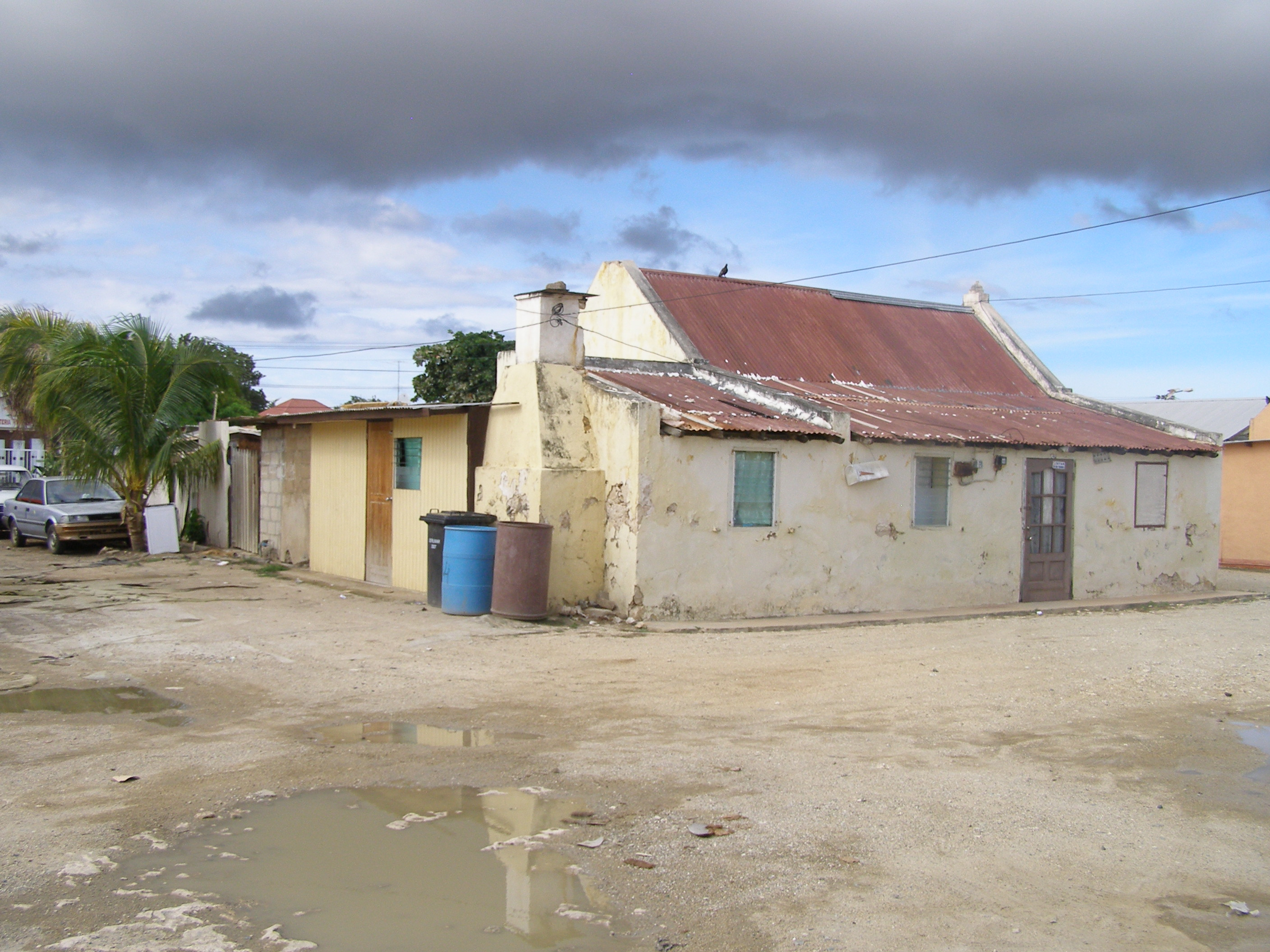
Cunucuhuis met zadeldak
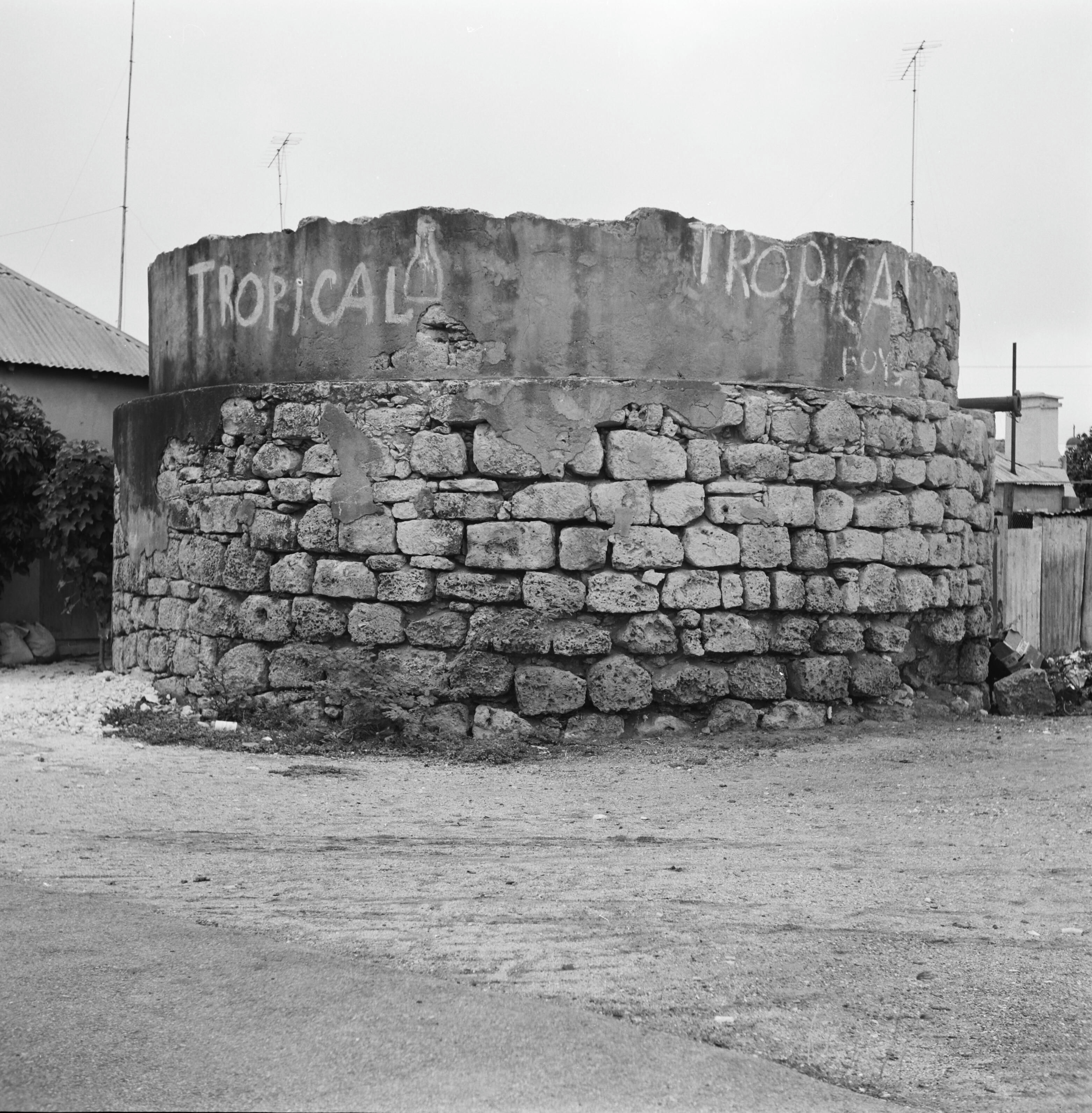
Waterbak te Arendstraat
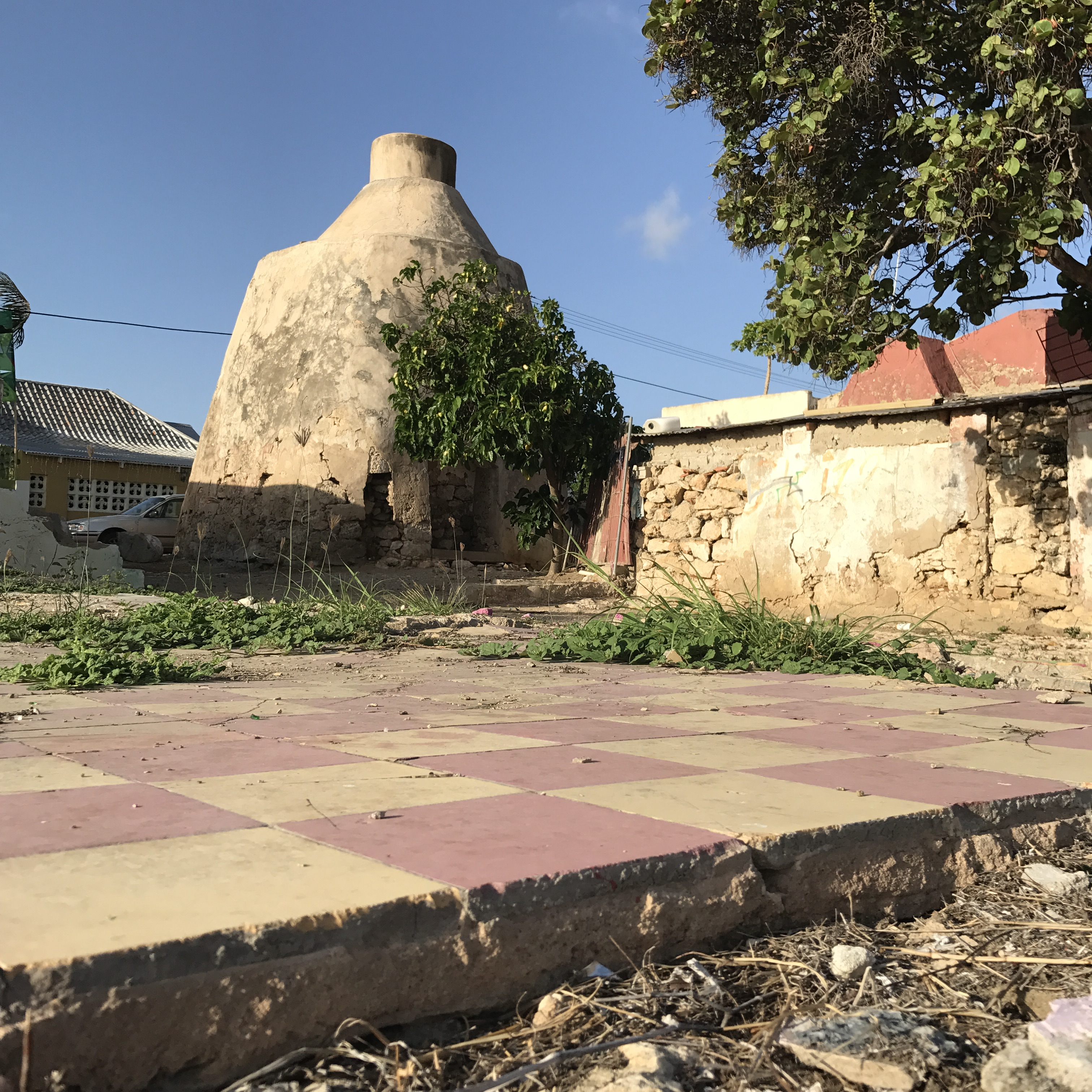
Kalkoven (1892), bezien vanaf de Emanstraat